# Прапор Саксонії-Ангальту
Прапор землі Саксонія-Ангальт — жовто-чорний двоколірний, із земельним гербом у центрі прапора.

## Історія
Чорний і жовтий були кольорами прусської провінції Саксонія та землі Саксонія-Ангальт до 1952 року, але 29 січня 1991 року традиційний порядок кольорів був змінений, щоб відрізнити прапор від двоколірного прапора «чорний поверх жовтого»  Баден-Вюртембергу. Потім це було закріплено в конституції землі від 17 липня 1992 року, де стаття 1 стосується земельних символів.

З 1991 по 2017 рік прапор мав два основних варіанти: простий двоколірний як цивільний прапор і нинішній прапор як урядовий. 

Ангальт-Бернбург (1252–1468, 1603–1863)
Герцогство Ангальт (1806–1918)
Колишній цивільний прапор землі Саксонія-Ангальт до 5 квітня 2017 року.